# Dwayne Gratz
Dwayne Jamar Gratz (Piscataway, 8 marzo 1990) è un ex giocatore di football americano statunitense che ha militato nel ruolo di cornerback nella National Football League (NFL).
Fu scelto nel corso del terzo giro (64º assoluto) del Draft NFL 2013 dai Jauguars. Al college ha giocato a football all'Università del Connecticut.

## Carriera

### Jacksonville Jaguars
Gratz fu scelto nel corso del terzo giro del Draft 2013 dai Jacksonville Jaguars. Debuttò come professionista partendo come titolare nella settimana 1 contro i Kansas City Chiefs mettendo a segno 3 tackle. Il primo intercetto lo fece registrare nella vittoria della settimana 10 contro i Tennessee Titans e il secondo nella settimana 13 contro i Cleveland Browns. La sua stagione da rookie si concluse con 32 tackle e 2 intercetti in 10 presenze, 8 delle quali come partente. L'anno successivo rimase stabilmente titolare, terminando con 55 tackle e un intercetto.